# Malacovia

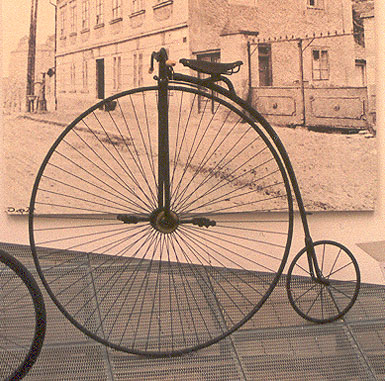
Posible bicicleta montada por los tártaros para generar terror de los habitantes de Odesa.

Malacovia es una ciudad imaginaria creada por Amedeo Tosetti, en su libro "Pedali sul Mar Nero"
Ciudad fortificada elaborada en hierro, situada antiguamente entre en el delta del río Danubio. Fue construida en el año de 1870 por obreros franceses e ingleses. Su creador fue el Príncipe Nogai, que había emigrado desde Crimea y establecido en Dobruja para construir una fortaleza de hierro oculta en la marisma con el fin de ser la base de donde partiría los ataques en contra del Sacro Imperio Ruso, y especialmente Odesa. O bien el de capturar o hundir las naves rusas que surcaban por el mar Negro. 
El príncipe diseñó a Malacovia como un gran huevo armado con cañones que podía ocultarse en el interior de una plataforma de granito que había bajo de la marisma. El mecanismo de suspensión trabajaría por una serie de bicicletas conectadas a un sistema de engranajes, en los cuales cincuenta tártaros de origen nogai pedalean. Desde la fortaleza, los tártaros nogayos cruzaban hacia la costa en botes impulsados por pedal. Cada tártaro llevaba sobre la cabeza una bicicleta. Y cuando arribaban a la costa, se lanzaban ferozmente sobres los pobladores rusos, donde salían atemorizados al ver un tártaro pedaleando.
El gobierno fue incapaz de hacer frente a Malacovia. No obstante fue la humedad quien se encargó de oxidar el mecanismo de elevación de Malacovia. En el año de 1873 Malacovia dejó de ser operable. Fue entonces cuando el príncipe y sus camaradas se fugaron por un túnel secreto y se dispersaron por el mundo en sus bicicletas. Al comienzo del siglo XX, era habitual ver en París y en Londres a ciclistas tártaros pedaleando por los bulevares, haciendo gala de su velocidad.

## Libros de consulta
- Alberto Manguel y Guadalupi Gianni, Guía de lugares imaginarios. Madrid: Alianza Editorial, 1982,